# 肖翀
肖翀，浙江人，是一名清朝官員。
肖翀曾于1843年接替范凤谐任南汇县知县一职，1845年由左辉春接任。